# Маріус Гейбротен
Маріус Гейбротен (норв. Marius Høibråten, нар. 23 січня 1995, Осло, Норвегія) — норвезький футболіст, центральний захисник клубу «Урава Ред Даймондс». Грав у складі молодіжної збірної Норвегії.

## Ігрова кар'єра
Маріус Гейбротен у 2009 році приєднався до футбольної школи клубу «Ліллестрем». 1 травня 2011 року він дебютував на дорослому рівні у матчі Кубка Норвегії. Трохи пізніше Маріус зіграв перший матч і в регулярному чемпіонаті. Для набуття ігрової практики 2012 рік футболіст провів в оренді у клубі Другої ліги - «Стреммен».
У 2013 році Гейбротен повернувся до «Ліллестрема» але вже влітку того року його контракт з клубом закінчився і Маріус перейшов до іншого клубу Тіппеліги - «Стремсгодсет». У клубі футболіст провів чотири роки і в серпні 2018 перейшов до клубу «Саннефіорд».
У травні 2020 року Гейбротен підписав трирічний контракт з клубом «Буде-Глімт», у складі якого вже того ж сезону виграв чемпіонат Норвегії.
У період з 2014 по 2016 роки Маріус Гейбротен провів сім матчів у складі молодіжної збірної Норвегії.

## Досягнення
Буде-Глімт
 Чемпіон Норвегії: 2020, 2021